# 塞爾維亞國家博物館
塞尔维亚国家博物馆，又称贝尔格莱德国家博物馆，是塞尔维亚的国家博物馆，也是该国最大和最古老的博物馆，位于首都贝尔格莱德舊格拉德的共和国广场，成立于1844年5月10日。
博物馆拥有40多万件藏品。馆舍于1950年搬迁，并于1952年5月23日重新开放。20世纪90年代，在数十年的战争和经济危机中，该馆因没有足够的重视而衰落。2003年，该馆闭馆翻修，但因资金等原因，修复工程直到2014年才得以全面进行。2018年6月28日，该馆重新开放。

## 历史
| 年份   | 访客数    | 藏品数    |
| ------ | --------- | --------- |
| 1848年 |           | 79件      |
| 1871年 |           | 12,869件  |
| 1873年 | 401人     |           |
| 1907年 | 4,298人   |           |
| 1923年 | 10,380人  |           |
| 1937年 |           | 25万件    |
| 1957年 | 16.3万人  |           |
| 1963年 |           | 195,688件 |
| 1972年 |           | 约20万件  |
| 1994年 |           | 约30万件  |
| 2009年 |           | 40万件    |
| 2011年 | 187,323人 |           |

1844年5月10日，根据塞尔维亚教育部长约万·斯特里亚·波波维奇（Jovan Sterija Popović）颁布的法令，塞尔维亚博物馆（Muzeum serbski）正式建立，致力于收集并保护古物。这是塞尔维亚系统收集和保护文化遗产的开始。1862年，受土耳其军队武装袭击的影响，博物馆首次撤离24箱藏品。1864年，博物馆举办首次展览；次年，在鲁德尼克（Rudnik）山进行了首次考古挖掘。1881年，根据《国家图书馆和博物馆法》，国家博物馆拥有了独立建制。1904年，博物馆首次展示所有的收藏品。
1844年博物馆成立时，馆舍位于教育部大楼。自1844年成立以来，国家博物馆的藏品已进行了11次搬迁。一战期间，博物馆馆舍毁于战火，藏品被洗劫一空。一战到二战期间，博物馆一度没有自己独立的馆舍，栖身于私人住宅中。二战结束后，博物馆获准迁入沿用至今的宫殿式建筑。在二战结束后和1960年代，该建筑先后进行两次翻修和内部改造。20世纪90年代，在数十年的战争和经济危机中，该馆因没有足够的重视而衰落。
2003年，博物馆因即将重建而关闭，馆内常驻展览被拆除。但因资金等原因，修复工程直到2014年才得以全面进行。拖延了十余年后，博物馆仍未开放。2012年1月25日，在博物馆已对公众关闭10年之后，塞尔维亚媒体Press发表文章，指出国家博物馆的必要性，批评这十年是“对塞族人进行文化灭绝的十年”。外立面修建工程于2015年完成，由于该建筑受到国家保护，其外观必须按照原来的面貌进行重建。2016年年中，内部装潢工程开始。

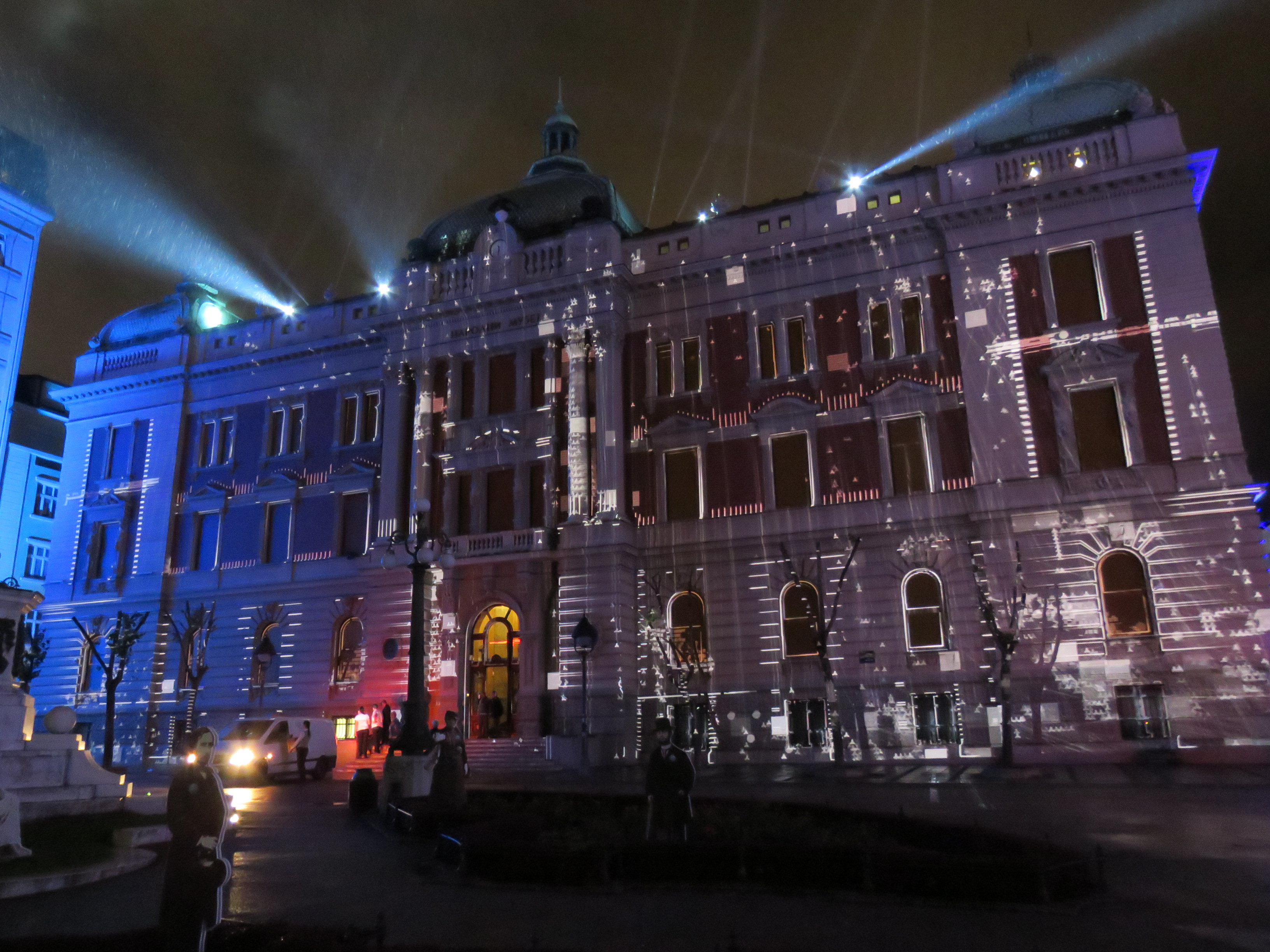
经过十年的翻修，塞尔维亚国家博物馆于2018年6月28日重新开幕

2018年6月18日，即原定博物馆重新开放的前10天，《政治报》的记者参观了博物馆。员工证实，所有工作至少要耗费6个月才能完成，但博物馆将如期开放。被禁止拍照的记者表示，15年后的博物馆实际上没有任何变化，馆舍没有像之前宣布的那样被彻底重建，而只是进行了翻新，展览空间并没有扩大。
国家博物馆于2018年6月28日正式重新开放。時任塞尔维亚总理安娜·布納比奇等政要与数百名民众出席开幕仪式。她表示，她为政府终于完成博物馆的修复工作而感到高兴和自豪。她认为，博物馆的苦难也象征着“文化被边缘化”的时代，并说：“最终，我们将国家博物馆还给公民。这也是我们面向未来迈出的重要一步。”

## 馆舍

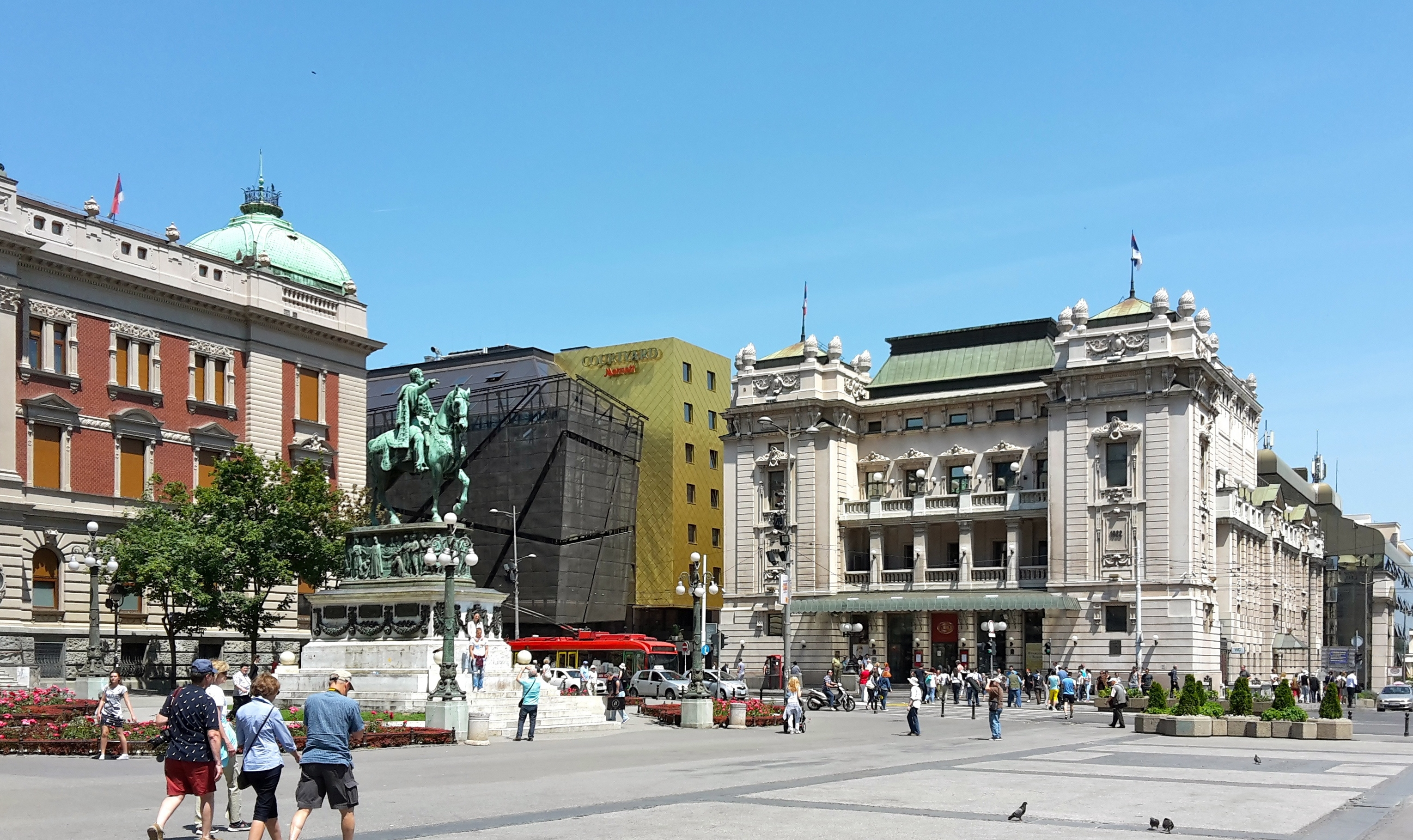
共和国广场。左侧是塞尔维亚国家博物馆，中间为贝尔格莱德万豪酒店，右侧是贝尔格莱德国家剧院

塞爾維亞國家博物館現今館舍始建於1903年，原是為財政部和銀行建造，是該國最早的銀行大樓之一。外墙等处体现了新文艺复兴建筑的元素。在二战结束后、1960年代、21世纪初，先后进行多次翻修和内部改造。这是一座具有代表性的公共建筑，其规模和体积以及其外部形状和风格均具有纪念意义，这在入口处、内部装饰等方面可见一斑。馆舍于1979年被公布为塞尔维亚重要不可移动文化遗产。
馆内一楼展出18世纪和19世纪的艺术品，以及20世纪的南斯拉夫艺术品。在建築物的中庭留有銀行時期的拱頂。夹层墙壁上保留了姆拉登·乔西奇画于1930年代的大型壁画。

## 馆藏
馆内展览分为三层，地下一层，地上两层，占地面积5000平方米，展出了从旧石器时代到20世纪的40多万件藏品。既包括该地区的重要考古发现，也有塞尔维亚艺术家的重要作品和毕加索、埃德加·德加等世界著名艺术家的作品。展览设计兼具审美性和科学性。

### 中世纪收藏

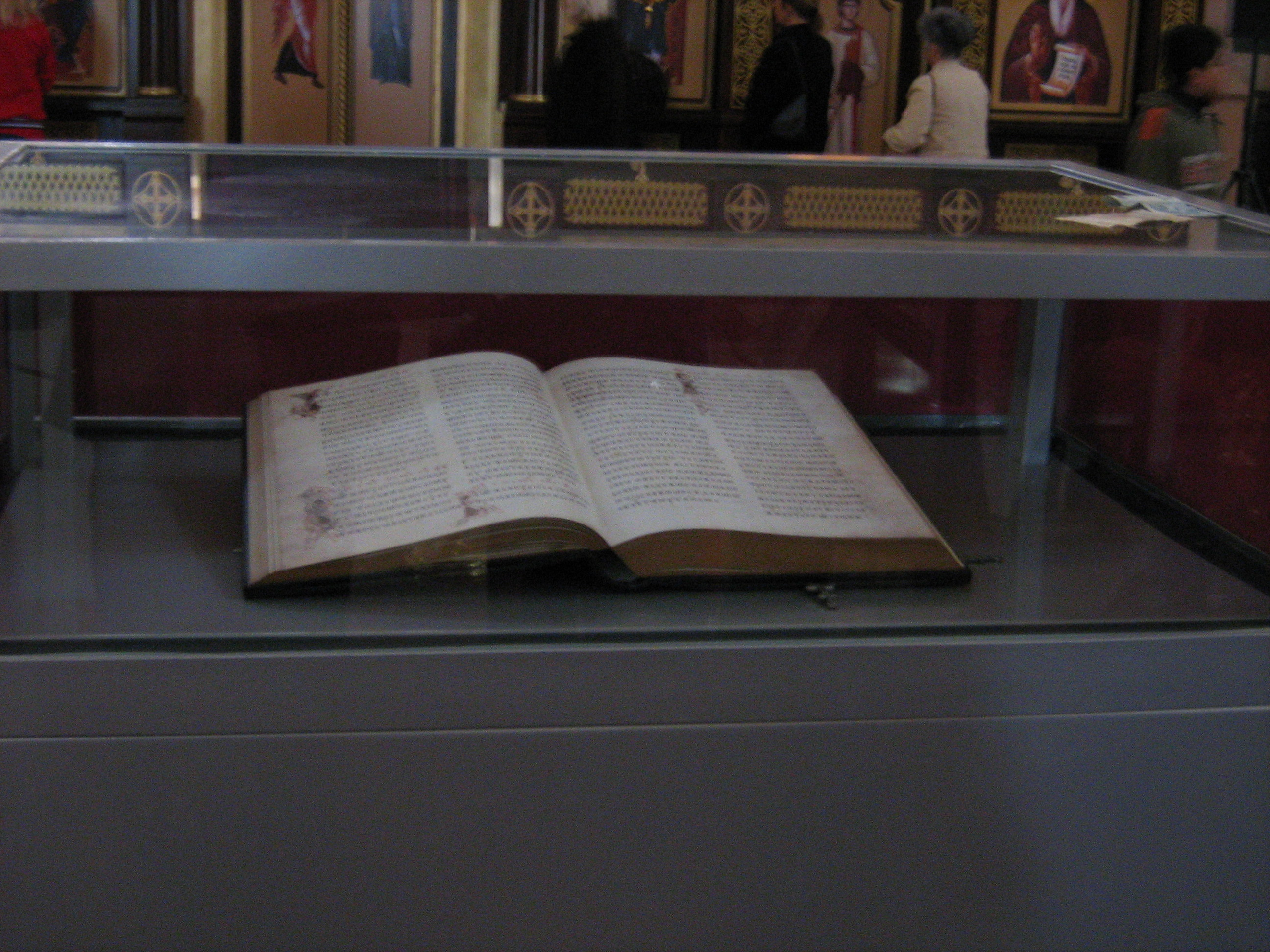
《米罗斯拉夫福音书》被列入联合国教科文组织《世界记忆名录》

该馆收藏了大量中世纪文物，其中大部分来自欧洲和亚洲。最重要的是图文并茂的362页的《米罗斯拉夫福音书》手稿，写于1186年的塞尔维亚王国。该手稿因其历史价值而被列入联合国教科文组织《世界记忆名录》。藏品还包括14世纪圣王斯特凡·烏羅什三世的石棺、1200年至1500年的约120件圣像画，包括奥赫里德的藏品。

### 艺术品收藏
“国际艺术家绘画和版画展览”收藏有2,446件藏品，“南斯拉夫艺术展览”有6,000多件藏品，其中包括18至19世纪塞尔维亚创作者的1,700幅绘画和20世纪的3,000幅绘画。俄罗斯艺术收藏馆藏有90幅画作及大量的版画、蚀刻画，大部分是由南斯拉夫的保罗亲王捐赠的。该馆还拥有从15世纪到19世纪的100多幅圣像画。荷兰和佛兰德馆藏共有超过500幅作品（210幅艺术作品和220幅图形和版画，以及80余幅素描）。塞尔维亚国家博物馆是世界上第一家永久陈列彼得·蒙德里安画作的博物馆。

## 馆务
该馆的使命是致力于通过考古、钱币学和艺术材料，根据预防性保护原则收集、保护、解释这一地区从史前到今天的文化遗产并促进其发展。愿景是成为巴尔干半岛最重要的博物馆中心、其他国家和地区博物馆的典范、国家文化中心、该国公民和游客不可或缺和喜爱的目的地。
| 序号 | 姓名                       | 原名                   | 生卒年份       | 就任日期   | 卸任日期   |
| ---- | -------------------------- | ---------------------- | -------------- | ---------- | ---------- |
| 1    | 菲利普·尼科利奇            | Filip Nikolić          | 1830年－1867年 | 1853年     | 1856年     |
| 2    | 久罗·达尼契奇              | Đuro Daničić           | 1825年－1882年 | 1856年     | 1859年     |
| 3    | 米利沃伊·普拉伊齐诺维奇    | Milivoj Prajzinović    |                | 1859年     | 1860年     |
| 4    | 科斯塔·茨诺格拉茨          | Kosta Crnograc         |                | 1860年2月  | 1861年     |
| 5    | 扬科·沙法里克              | Janko Šafarik          | 1814年－1876年 | 1861年     | 1869年     |
| 6    | 斯托扬·诺瓦科维奇          | Stojan Novaković       | 1842年－1915年 | 1869年     | 1874年     |
| 7    | 约万·博什科维奇            | Jovan Bošković         | 1834年－1892年 | 1875年     | 1880年     |
| 8    | 尼契福尔·杜契奇            | Nićifor Dučić          | 1832年－1900年 | 1880年     | 1881年     |
| 9    | 米海洛·瓦尔特罗维奇        | Mihailo Valtrović      | 1839年－1915年 | 1881年     | 1905年     |
| 10   | 米洛耶·瓦西奇              | Miloje Vasić           | 1869年－1956年 | 1906年     | 1919年     |
| 11   | 弗拉迪米尔·佩特科维奇      | Vladimir Petković      | 1874年－1956年 | 1919年     | 1935年     |
| 12   | 米兰·卡沙宁                | Milan Kašanin          | 1895年－1981年 | 1935年     | 1944年     |
| 13   | 韦利科·彼得罗维奇          | Veljko Petrović        | 1884年－1967年 | 1944年底   | 1962年     |
| 14   | 拉扎尔·特里富诺维奇        | Lazar Trifunović       | 1929年－1983年 | 1962年     | 1969年     |
| 15   | 米奥德拉格·科拉里奇        | Miodrag Kolarić        | 1912年－2001年 | 1969年     | 1973年     |
| 16   | 弗拉迪米尔·孔迪奇          | Vladimir Kondić        | 1931年－1994年 | 1973年     | 1980年     |
| 17   | 耶夫塔·耶夫托维奇          | Jefta Jevtović         | 1931年－2011年 | 1980年     | 1996年     |
| 18   | 博亚娜·博里奇-布雷什科维奇 | Bojana Borić-Brešković | 1947年－       | 1996年     | 2001年     |
| 19   | 尼古拉·塔西奇              | Nikola Tasić           | 1932年－       | 2001年     | 2003年     |
| 20   | 塔季扬娜·茨维蒂恰宁        | Tatjana Cvjetićanin    | 1963年－       | 2003年     | 2012年     |
| 21   | 博亚娜·博里奇-布雷什科维奇 | Bojana Borić-Brešković | 1947年－       | 2012年至今 | 2012年至今 |